# بول لويد
بول لويد (بالإنجليزية: Paul Lloyd)‏ (26 مارس 1987 برستون المملكة المتحدة - ) هو لاعب كرة قدم بريطاني يلعب كلاعب وسط.

## روابط خارجية
- بول لويد على موقع قاعدة بيانات كرة القدم.إي يو (الإنجليزية)
- بول لويد على موقع Soccerbase.com (لاعب) (الإنجليزية)